# 蔡州の戦い
蔡州の戦い（さいしゅうのたたかい）は、1233年から1234年初頭にかけて行われたモンゴル帝国・南宋連合軍による蔡州の包囲戦。
蔡州は金朝の皇帝哀宗が最後に逃れた地であり、金軍の決死の抵抗によって蔡州城下・汝水で4カ月近くに渡って激戦が繰り広げられた。しかし、年が明けて1234年正月にモンゴル・南宋連合軍の攻撃によって蔡州は陥落し、この時哀宗・末帝がともに亡くなったことにより、金朝は名実共に滅亡するに至った。

## 背景
1229年（正大6年/己丑）に新たに即位したオゴデイは即位後最初の大事業として未だ河南一帯を支配する金朝の征服を掲げ、モンゴル軍伝統の3軍編成で金への侵攻を始めた（第二次対金戦争）。右翼軍を率いるトゥルイは南宋領を経由する大迂回によって南方から河南に入り、三峰山の戦いで金軍の主力を壊滅させることに成功した。
主力軍を失った金朝はもはや野戦でモンゴルに対抗する術を失い、首都の開封はスブタイ率いる軍団によって包囲された。しかし、包囲戦のモンゴルとの講和交渉の失敗や地方の将軍の敗退を受けて哀宗は開封での抗戦を諦め、一部の側近のみを連れて開封を脱出することを決意した。開封を逃れた哀宗らは帰徳を経て蔡州まで至ったが、そこで再びタガチャル率いるモンゴル軍の包囲を受けることになった。

## 概要

### 哀宗の開封脱出

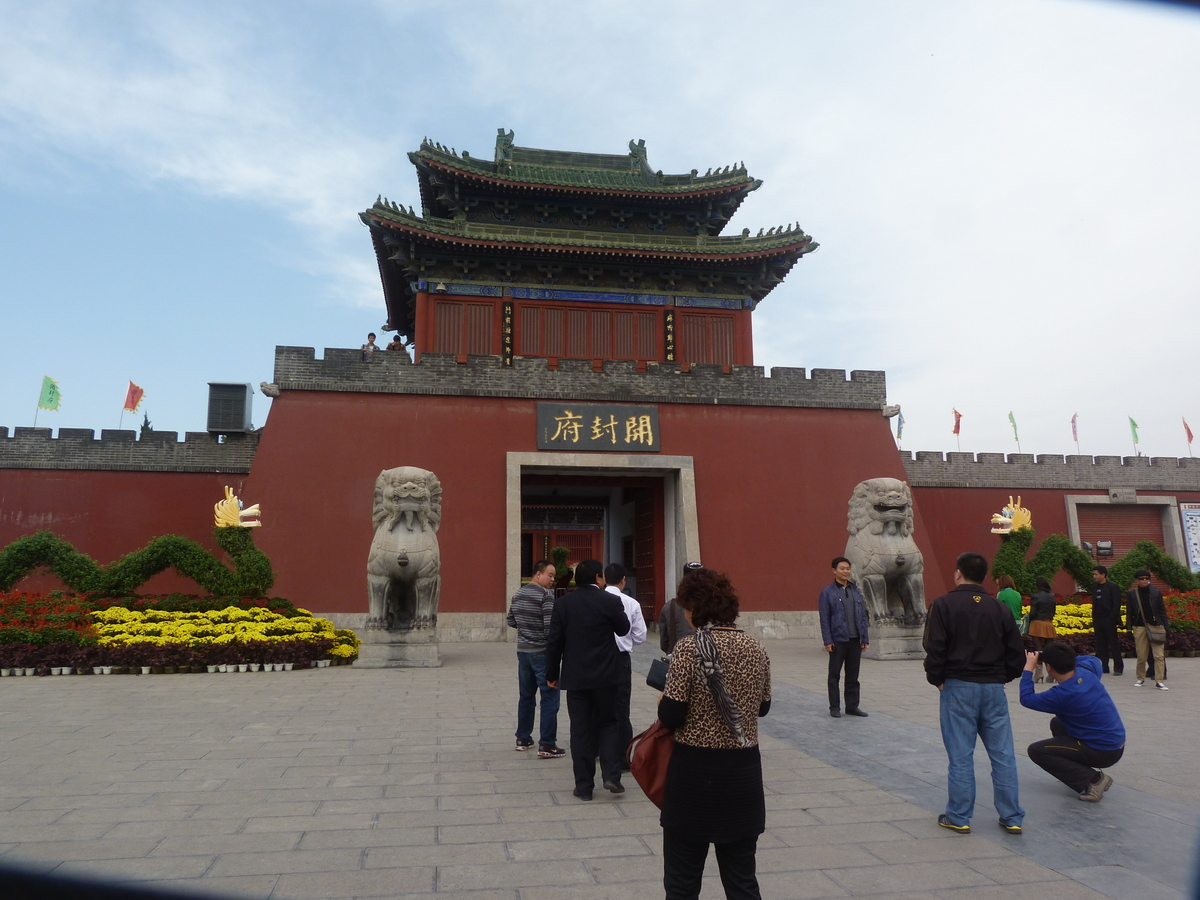
現在の開封市

開封からの脱出を決意した哀宗はモンゴルに露見することを恐れ、后妃すら伴わず側近の高官とともに1232年（天興元年/壬辰）12月12日に開陽門から城外に出た。金末の著名な文人である元好問には哀宗の開封脱出から開封陥落までを詠った「壬辰十二月車駕東狩後即事五首」という歌があり、その冒頭で哀宗の開封脱出（＝車駕東狩）の情景を詠っている。
開封を脱出した哀宗は白撒の進言に従い、黄河を北に渡って衛州を奪い返さんと北上し、陳留から杞県・黄城・黄陵岡へと進んだ。ところが、先行した白撒は八日も合流に遅れ、武具も整っておらず、しかも白撒が「我が軍は壊滅した。北兵（モンゴル軍）は強大だ」と報告したことによって金軍は戦わずして潰走し帰徳に退却した。事を知った哀宗は激怒して白撒を処刑し、直々に将士に対して白撒の失策によって兵を失ったことを述べ、白撒のようにならず国家に尽くせ、と述べたという。
また、白撒の処刑の前日（天興2年正月16日）に哀宗は皇后の弟である徒単四喜を開封に派遣し、残してきた太后・皇后らを迎えようとしていた。無事開封にたどり着いた徒単四喜は21日夜に太后・皇后らとともに逃れようとしたが、城外に火の手が上がるのを見て脱出を先のばしにした。ところが22日に崔立によるクーデター（崔立の変）が勃発してしまい、やむなく太后・皇后の救出を諦めて帰徳に戻った徒単四喜は哀宗の怒りを受けて処刑されてしまった。
「崔立の変」によって哀宗は開封の情勢に干渉することが困難になり、同年4月18日に崔立がモンゴルに降ったことで西北方に逃れる道は絶たれた。そこで哀宗は6月に元師の王璧を残して帰徳を発ち、南下して蔡州に入った。しかし既に哀宗の行動はモンゴル軍に捕捉されており、開封を包囲していた指揮官の一人、タガチャルによって蔡州は包囲されることになった。

### 南宋の動向
1233年（天興2年/癸巳）6月、モンゴル帝国は南宋に王檝を使者として派遣し、両国で協力し金朝を討つことを申し出た。王檝を迎え入れた京湖安撫制置使・知襄陽府の史嵩之はこれを臨安の南宋朝廷に報告したところ、大臣のほとんどがモンゴルの申し出を受け入れることに賛成し、金朝を討ち積年の恨みを晴らすべきであると語りあったという。ただし、権工部尚書の趙范のみは後にかつて北宋が金朝と同盟して遼朝を打倒したものの、結局は金朝によって華北を奪われることになった故事（海上の盟）を引きモンゴルとの同盟に反対したが、南宋朝廷は遂に金朝が滅ぶまでこの協力関係を絶つことは無かった。
南宋の協力を得たモンゴル軍は南宋領を迂回することで南方から金朝領を奇襲することに成功し、三峰山の決戦において金朝軍主力の殲滅を果たした。モンゴル軍が孤立した首都の開封を包囲するのと並行して、南宋も江陵副都統の孟珙の軍団を派遣して金朝領への侵攻を開始した。孟珙率いる南宋軍の進撃により、まず5月に鄧州が、それから間もなく申州が投降するに至った。更に同年7月には金軍を浙江で破り、8月には唐州を占領した上で息州まで進出した｡ 
この間、金朝側では前述したように哀宗が開封を逃れて蔡州に逃れており、これを追撃したタガチャルにより蔡州包囲戦が始まっていた。蔡州を短日では攻め落とせないと見たモンゴル軍は8月に再度王檝を南宋領の襄陽に派遣し、両国の間で改めて協力し蔡州を攻めることが約された。これにより、南宋軍も蔡州包囲戦に加わることとなった。一方、金朝は南宋に使者を急派して「唇亡びて歯寒し」の論理を挙げて、モンゴルに対抗する同盟の結成を哀願したが、既に方針を決めた南宋は金朝の提案を一蹴している。

### 蔡州包囲戦

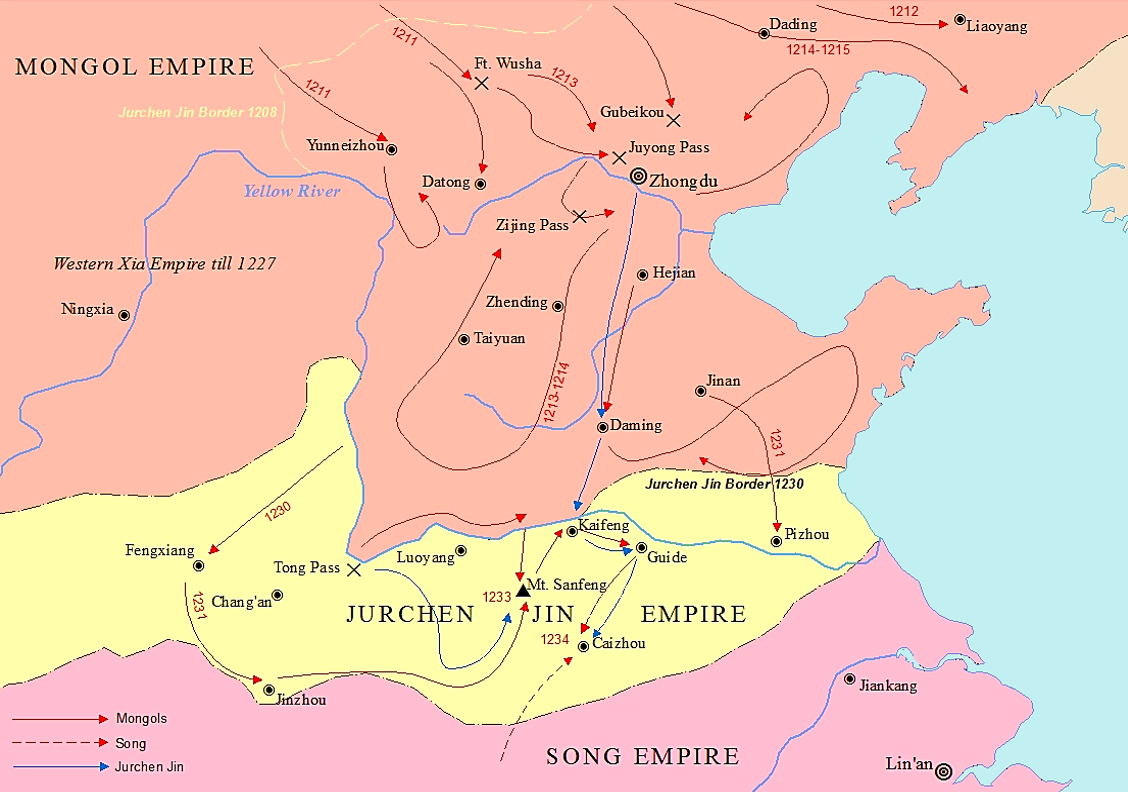
モンゴル・南宋連合軍による金朝侵攻

9月、蔡州に辿り着いたモンゴル軍はまず数百騎を城壁の東に派遣し、「城が早く降れば殺戮は免れるが、さもなければ生者はいなくなるだろう」と呼びかけた。9月9日、哀宗は群臣に訓示を行い酒を賜っていたが、蔡八児率いる精鋭兵100人余りを密かに暗門から出撃させ、蔡八児は汝水を渡ってモンゴル軍への奇襲を成功させた。これによって短期決戦を難しいと見たモンゴル軍は城壁を包囲する「長塁」を築き始め、金朝の側でも城内の食糧を集め造酒を禁じて長期戦に備えた。
10月1日は早くもモンゴル軍が築いた「長塁」が完成し、蔡州城下に迫ったモンゴル兵の旗竿によって空が覆われ、城民は驚き恐れたという。包囲から1カ月も経たない10月中には既に城内で食糧不足が起こり、餓えた民は救いを有司に求めたため、哀宗は日に千人、しかも幼老病人のみが城を出ることを許した。この時、皇族の傍系である完顔絳山は民の飢餓を憐れんで規定数以上を城外に出してしまったことにより杖刑を受けたが、やがて密かに城外に出る者が増えすぎてこの措置は止められた。やむなく、朝廷は餓民に船を供給し、城壕で水草を採り飢えを凌ぐことを許したという。激戦の最中、モンゴル側の前鋒のタタルが金将に鬚を掴まれて危うい所を、クチャ・バートルが救ったとの記録もある。
11月、孟珙率いる5万の南宋軍が30万石の食糧とともに蔡州に到着し、南宋軍は城の南門から、モンゴル軍はそれ以外の東・北・西門から攻城を開始した。追い詰められた金軍は必死の防戦を行い、北門への攻撃を担当した史天沢・セウニデイは筏を組んで汝水を渡り、「連日血戦が行われた（血戦連日）」という。一方、南門を攻める南宋軍は進軍を阻む柴潭の水を涸らそうとしたため、金軍は南門から決死軍を出して激戦が繰り広げられたが、モンゴルに仕える漢人世侯の一人の張柔の奮戦によって南門でも金軍は撃退された。
12月初め、モンゴル・南宋連合軍が武仙を息州で破ったことにより、海州・沂州・萊州・濰州の各州はモンゴルに降伏し、蔡州の孤立は決定的となった。同月、追い詰められた金軍は戸籍のある民を全て徴兵し、体の丈夫な女性も男子の衣服を着て石を運ぶのを手伝い、哀宗自ら軍を指揮した。12月7日（己丑）、モンゴル軍は練江を、南宋軍は柴潭をそれぞれ進んで汝水を渡り、9日（己卯）には蔡州の外城を破って宿州副総帥の高剌哥を戦死せしめた。
12月19日（己丑）、モンゴル軍が蔡州の西城を突破したことにより、状勢を悲観した哀宗は侍臣たちに「我は金紫（高官）として十年、太子として十年、皇帝として十年、自ら大いなる過悪がないことを知るため、死すとも恨みはない。しかし、恨むのは祖宗か百年伝えられた祭祀を我の代で絶ってしまうことと、古の荒淫暴乱により国を滅ぼした君主たちと一緒になってしまったことである」と語った。また、「古より滅びなかった国家は存在しないが、亡国の君主は往々にして投獄されて囚人となり、或いは俘虜として献上され、或いは階庭で辱められる。朕は必ずそのようにはならない」とも述べている。同日、砲軍総帥の王鋭は、元帥の谷当哥を殺害し、30人の部下とともにモンゴルに降伏した。

### 蔡州の陥落

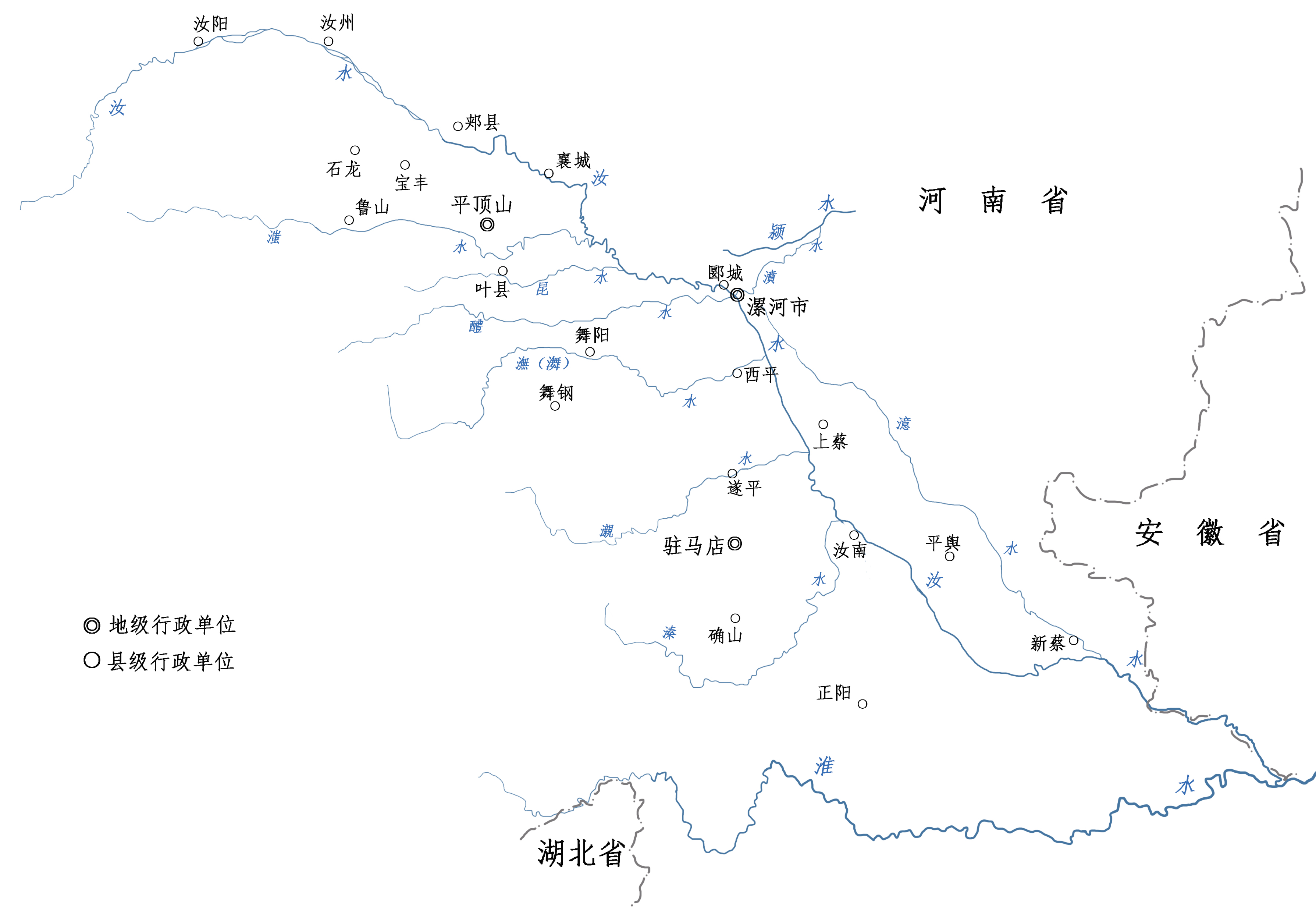
汝水流域

12月24日（甲午）、哀宗は側近の兵とともに城の東から密かに逃れ出ようとしたが、モンゴル軍の築いた柵に阻まれ、やむなく戦いつつ撤退した。1234年（天興3年/甲午）1月9日（戊申）夜、追い詰められた哀宗は百官を集めて族兄の呼敦（完顔承麟）に譲位せんとした。はじめ、呼敦は固く譲位を拒絶したが、哀宗は「朕は太っていて、馬に乗って戦いを指揮することができない。もし蔡州城が落ちれば、馬に乗って逃げるのは難しいだろう。一方、そなたは体力があり、強靭で、さらに将略に長けているため、万一の時は蔡州から脱出し皇統を保って欲しいというのが朕の志である」と説得したため、呼敦はやむなく即位を受け入れた。
その翌日の1月10日（己酉）、すぐに呼敦の即位式が行われたが、儀礼が終わった直後にモンゴル・南宋連合軍の総攻撃が始まった。まず南門が陥落して敵兵が城内に侵入し始めたため、状勢を悲観した哀宗は城奥の幽蘭軒において自ら縊死した。哀宗の死の知らせを受けた呼敦は残りの廷臣を集め、先帝の廟号を「哀宗」と定めたが、それから間もなく乱戦の中で自らも殺された。在位僅か1日にも満たなかった呼敦は後世の史書で金の「末帝」と呼ばれている。
最後まで哀宗に付き従った者の内、蔡八児は末帝への拝礼を拒んで「事ここに至れば死あるのみである。どうして今更仕える主君を代えられようか」と語り、遂に戦死を遂げた。また、完顔絳山は完顔斜烈より哀宗が命を絶った幽蘭軒を焼き払うようにとの遺言を実行した後、敢えて逃げることなくモンゴル兵に捕まった。不審に思ったモンゴル兵に何故逃げなかったのか尋ねられた完顔絳山は幽蘭軒が燃え尽きた後遺骨を集めるつもりだったと語り、モンゴル兵から笑われたが、かえってタガチャルは「奇男子である」と称え、完顔絳山を釈放した。完顔絳山は前言通り幽蘭軒の灰を集めて汝水の傍らに埋めた後、自らも汝水に身を投げんとしたが、周囲の軍士に留められ、その後の去就は伝えられていないという。蔡八児・完顔絳山らは『金史』において忠義伝に立伝されている。
西方イランのフレグ・ウルスで編纂されたペルシア語史料の『集史』オゴデイ・カアン紀は、哀宗の遺骸について漢文史料に見られない別の伝承を伝えている。『集史』によると、モンゴル軍は自分達が殺害したのが「アルタン・ハンの後継者（qāyem-maqāmī）」、すなわち末帝（呼敦）であったことを知ると、改めてアルタン・ハン＝哀宗の身柄を捜した。ヒタイ人たち（khitāīyān＝旧金朝領の漢人）は「アルタン・ハンの遺体は焼かれた」と報告したがモンゴル人はこれを信じず、その首を検分（tahqīq）のため要求した。やがてナンギャス人（nangiyāsyān＝南宋の臣民）たちも事情を知るとヒタイ人たちに味方し、最終的にモンゴル人には哀宗とされる遺体の腕（dast）部分が引き渡された。モンゴル人たちはこの件でナンギャス人に怒りを抱いたが、やむなく遺体の腕を受け容れて帰還したとされる。この逸話に対応するように、『宋史』には戦後哀宗の遺骨を臨安の太廟に祀った、との記録がある。